# Richard Boleslawski
Richard Boleslawski (Orosz Birodalom, Mogiljov Podolszkij, 1889. február 4. – Hollywood, Kalifornia, 1937. január 17.) lengyel származású amerikai filmrendező, színházigazgató.

## Életpályája
Odesszában járt egyetemre s a század elején itt alapított egy amatőr színjátszó társulatot, amelynél mint színész és rendező dolgozott. Tagja volt Konsztantyin Szergejevics Sztanyiszlavszkij híres moszkvai Művész Színházának. 1914-ben ugyancsak színészként került a filmhez. 1917-ben hazatért, s Poznańban és Varsóban színházi rendezőként, 1919–1920 között pedig híradóoperatőrként működött. 1921-ben Németországban, 1922-ben pedig Párizsban, majd az USA-ban telepedett le. 1923-ban megalapította az American Laboratory Theatre-t New Yorkban, melynek igazgatója is volt. Tanítványai között volt Lee Strasberg, Stella Adler és Harold Clurman, akik mind alapító tagjai voltak a Group Theatre-nek 1931–1940 között. 1960-ban csillagot kapott a Hollywood Walk of Fame-en.
A hangos eljárás bevezetése idején Hollywoodban előbb dialógrendező, majd rendező volt. Legkiemelkedőbb munkája A gályarab (1935), Victor Hugo A nyomorultak c. regényének feldolgozása. Forgatott néhány mulatságos vígjátékot is és kitűnően eltalálta az amerikai álomváros ízlését.

## Magánélete
1914–1917 között Marija Jefremova volt a felesége. 1917–1929 között Natalija Platonova volt a párja. 1929–1937 között Norma Drury Boleslavsky (1905–1978) amerikai színésznővel élt házasságban.

## Filmjei
- Rettenetes Iván cár halála (1915)
- Kenyér (Khleb) (1918)
- Csoda a Visztulánál I.-II. (Cud nad Wisla) (1921)
- A vidám diplomata (The Gay Diplomat) (1931)
- Rasputin és a cárnő (Rasputin and the Empress) (1932)
- Vihar hajnalban (Storm at Daybreak) (1933)
- Orvosok (1934)
- Színes fátyol (1934)
- Tizenháromas ügynök (Operator 13) (1934)
- Menekülő szerelmesek (Fugitive Lovers) (1934)
- A gályarab (Les Misérables) ( 1935)
- Clive Indiából (Clive of India) (1935)
- Metropolitan (1935)
- Allah kertje (1936)
- Theodora megvadul (Theodora Goes Wild) (1936)
- Mrs. Cheyney vége (The Last of Mrs. Cheyney) (1937)[1]